# Принципы применения силы
Принципы применения силы — это стандарты, позволяющие сотрудникам правоохранительных органов и представителям населения определять допустимый уровень применения силы к подозреваемым в нарушении правопорядка в зависимости от конкретных обстоятельств. Во многих странах такие стандарты закреплены законодательно или судебной практикой и являются основой должностных инструкций сотрудников правоохранительных органов.
Единого общепринятого стандарта применения силы не существует, количество и содержание модели ступеней применения силы может сильно различаться как от страны к стране, так и от организации к организации. В частности, применение наручников и болевых точек могут быть как объединены в одну категорию применения силы со слезоточивым газом и электрошоком, так и выделены в отдельную. Различается и классификация поведения объекта применения силы.

## История
Формальную базу для разработки моделей в национальных правоохранительных организациях представляет Конвенция ООН «Основные принципы применения силы и огнестрельного оружия должностными лицами по поддержанию правопорядка» принятая Конгрессом ООН по предупреждению преступности в Гаване в 1990 году.

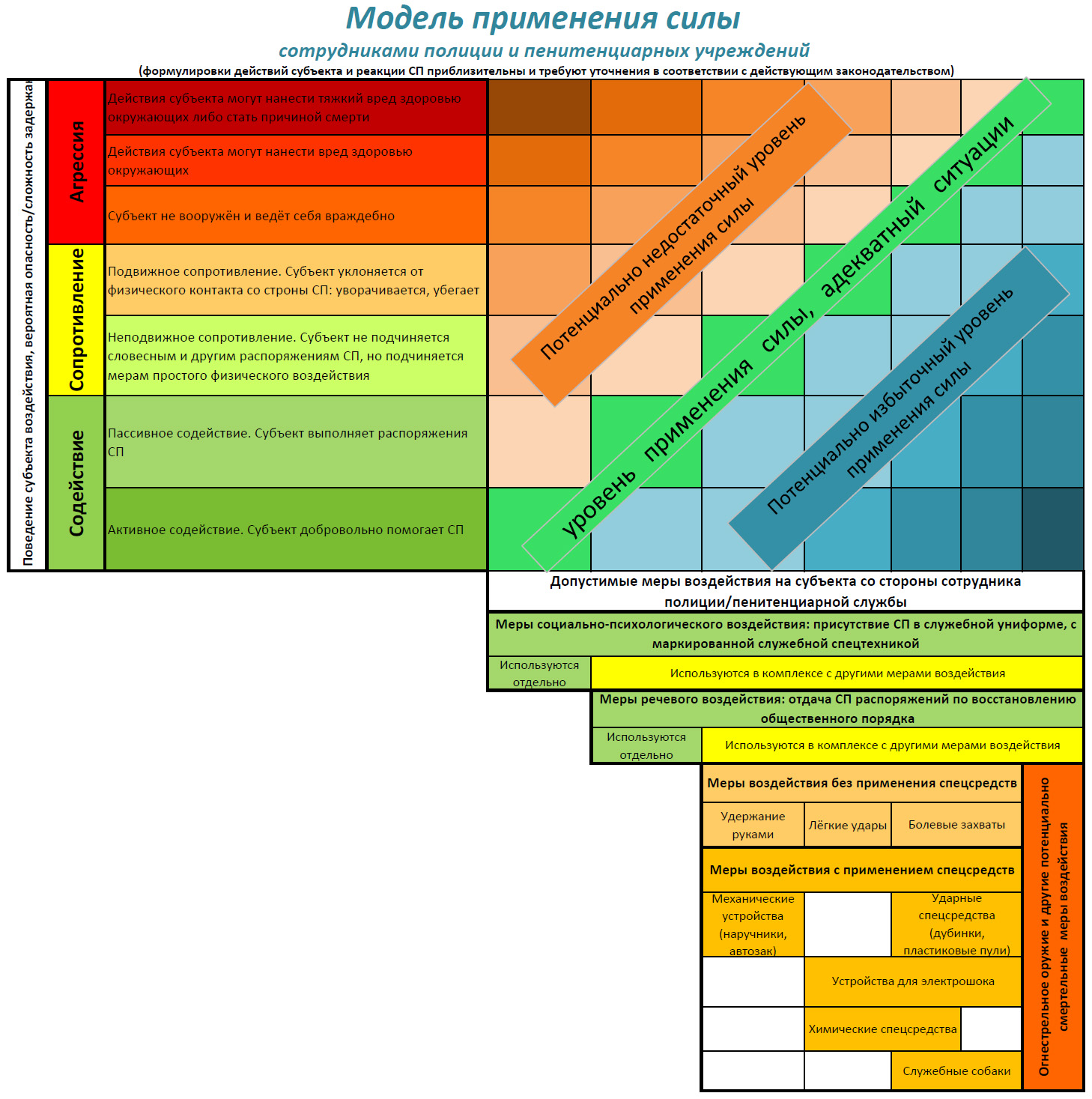
Пример мнемонической таблицы, позволяющей после оценки угрозы выбрать адекватную реакцию

Первые практические модели были, по-видимому, разработаны в правоохранительных органах США в период 1980-х годов. Одним из важных факторов, приведших к их появлению, стал судебный процесс Теннесси против Гарнера, продемонстрировавший неопределённость нормативного поля в области применения силы полицией. Модели представляли собой графические схемы, позволявшие офицеру полиции сопоставлять стандартные уровни сопротивления подозреваемого с допустимой мерой применения силы и выбирать адекватную реакцию на фактическое поведение в реальной обстановке. Модели предполагали, что сотрудник правоохранительных органов, руководствуясь схемой, наращивает или уменьшает фактическое применение силы, сообразуясь с ситуацией. В большинстве практических моделей сотрудник полиции может сразу применять адекватный обстановке уровень силы, не проходя через все нижестоящие ступени.
Стандарт применения силы, как правило, является общедоступным нормативным документом и используется судом и гражданами для оценки адекватности поведения правоохранителей в практических судебных случаях.

## Модель уровней применения силы
Реальные модели, институционализированные в виде закона или организационной нормы, могут очень значительно отличаться от государства к государству или от организации к организации, сообразно национальным традициям и организационным задачам. Одной из распространённых моделей является шестиступенчатая:
1. Присутствие сотрудника полиции — этот уровень состоит только из присутствия сотрудника полиции в штатной униформе, возможно с должным образом маркированным средством передвижения (мотоциклом, автомобилем, катером). Присутствия с очевидной возможностью для объектов понимать присутствие сотрудника полиции, как правило, достаточно для выполнения требований закона и прекращения мелких правонарушений. В зависимости от обстановки и количества людей на месте, этот уровень применения силы может потребовать присутствия нескольких полицейских для уверенного контроля ситуации. В некоторых моделях расстегивание сотрудником полиции кобуры и даже извлечение им оружия подпадают под этот уровень применения силы.[6][7][8]
2. Устные требования/команды — ясные и понятные устные распоряжения сотрудника полиции объекту применения силы. В большинстве моделей сотрудник полиции имеет право дополнять свои распоряжения предупреждениями о последствиях за неисполнение распоряжений, с тем, чтобы улучшить степень кооперативности объекта воздействия. Распоряжения должны быть исполнимыми и законными, а предупреждения должны соответствовать ступеням модели применения силы, в случае отказа объекта выполнять распоряжения. Вероятно, неисполнимым будет, например, требование лицу в инвалидной коляске встать. Исполнимым и законным будет требование водителю оставаться в машине и держать руки на руле.[7][7][8]
3. Простое силовое воздействие — К этой ступени относятся заламывание рук, нажатия на болевые точки и обычное применение наручников. На этой ступени существует вероятность нанесения лёгкого вреда здоровью, но очень мала вероятность причинения тяжкого вреда в виде переломов костей или разрывов связок.[7][8][9].
4. Жёсткое силовое воздействие — Уровень включает в себя удары руками и ногами, сюда же может относиться применение дубинок и слезоточивых аэрозолей. На этом уровне есть заметная вероятность нанесения вреда здоровью объекта воздействия в виде переломов, растяжений и разрывов связок, а также раздражений кожи, глаз и слизистой. Некоторые модели не выделяют этот уровень воздействия в отдельную ступень, разделяя конкретные виды насилия между ступенями «Простое силовое воздействие» и «Применение спецсредств»[7][8][10][11].
5. Применение специальных средств — к этой ступени относится применение электрошоковых устройств, пластиковых пуль, водомётов, полицейских собак. В некоторых моделях к этому уровню может относиться применение дубинок и слезоточивых аэрозолей. Как правило, специальные средства предназначены для воздействия на мышечную ткань, руки и ноги. В некоторых юрисдикциях намеренное применение спецсредств в область головы, шеи, паха, коленных чашек, спины может быть квалифицировано как использование смертельной силы.[8][10]
6. Смертельная сила — Как правило, под этой ступенью воздействия понимают огнестрельное оружие. Однако в этом качестве может выступать и автомобиль, и любое подручное оружие, обладающее необходимыми свойствами. На этой ступени воздействия очень вероятно причинение смерти или нанесение тяжкого вреда здоровью объекта применения силы.[7][8][9]

## Классификация объектов применения силы
Все модели применения силы базируются на оценке сотрудником правоохранительных органов поведения объекта воздействия и определяют критерии, на основании которых сотрудник принимает решение о использовании той или иной ступени модели применения силы. В качестве примера базовой классификации поведения можно привести следующую.
- Активное содействие — объект по собственной инициативе содействует сотрудникам правоохранительных органов в восстановлении порядка, выполняет их устные требования[8][12][13].
- Пассивное повиновение — объект признает полномочия сотрудников правоохранительных органов и выполняет их устные требования[8][12][13].
- Пассивное сопротивление — объект не подчиняется требованиям сотрудников правоохранительных органов, но при этом не сопротивляется физическому принуждению со стороны правоохранителей[8][12][13].
- Активное сопротивление — объект не подчиняется требованиям сотрудников правоохранительных органов, сопротивляется физическому принуждению со стороны сотрудников (вырывается, убегает), но при этом не пытается нанести физический вред сотрудникам и прочим окружающим лицам.[8][12][13]
- Активная агрессия — объект не подчиняется требованиям сотрудников правоохранительных органов, сопротивляется физическому принуждению со стороны сотрудников и пытается нанести физический вред сотрудникам либо окружающим лицам.[8][12][13]

Законодательства некоторых стран дополнительно подразделяют активную агрессию на невооружённую (если объект нападает на сотрудников полиции или окружающих лиц без применения каких-либо орудий: например, удары кулаками) и агрессию с использованием смертельной силы (как правило, для такой квалификации достаточно, чтобы нападающий был вооружен палкой, камнем или любым острым предметом).

## Применение модели
Как правило, к лицам, демонстрирующим пассивное поведение либо активное сопротивление применяются уровни 1—3 модели, а уровни 4—6 применяются к активному агрессивному поведению. Конкретные реализации модели обычно детализируют применение тех или иных спецсредств и оружия в типовых ситуациях.
Для сотрудников правоохранительных органов, как правило, составляется мнемоническая таблица, позволяющая после оценки степени угрозы со стороны объекта воздействия выбрать адекватную реакцию согласно принятой модели. От сотрудников правоохранительных органов требуется уверенное понимание и владение таблицей.